# ポストカードウェア
ポストカードウェア（Postcardware）は、作者が利用者に対して謝辞や感想・要望などを書いたポストカード（はがき、絵はがき）を送ることを要求しているライセンス形態のソフトウェア。カードウェア（Cardware）と略して呼ばれることもある。基本的にはフリーウェアであるが、ライセンス的にはシェアウェアに近い。JPEGViewの作者であるAaron Gilesが初めて用いたとされる。
ポストカードウェアによく似たライセンス形態にメールウェア（Mailware）がある。これはポストカードの代わりに電子メールを送ることを要求しているもので、インターネットが普及した現在ではこちらが主流となっている。ほかに、ビール券を求めるビアウェアや図書券を求める図書券ウェアなどがあるが、これらはドネーションウェア（カンパウェアとも呼ばれる）に分類される。

## 有名なポストカードウェア
- Ancient Domains of Mystery  （ローグライクゲーム）
- Orbitron
- Exifer
- Exact Audio Copy